# Dimitra Galani

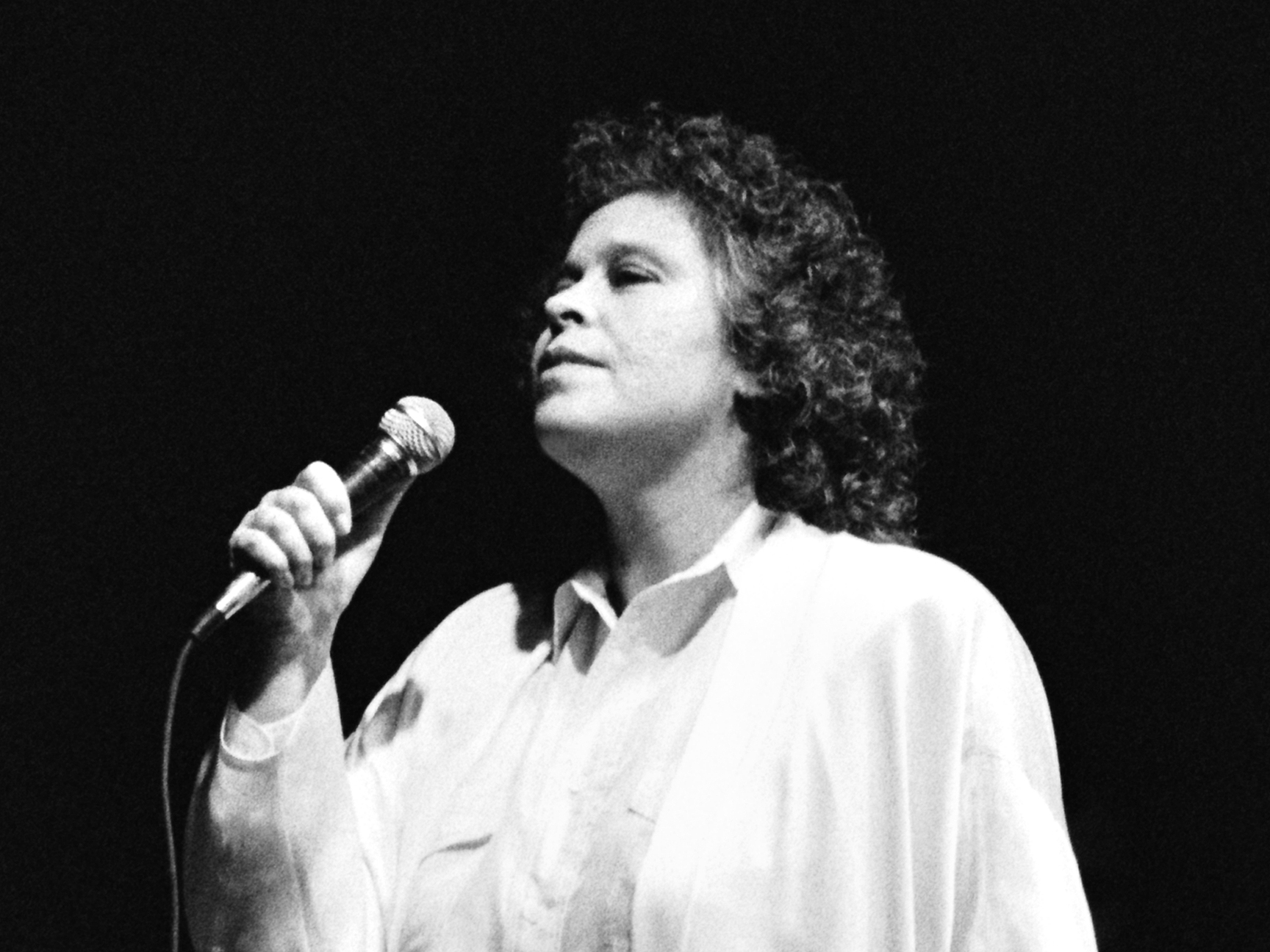
Dimitra Galani bei einem Auftritt in Athen (Griechenland im Jahr 1991, Foto: Ithaka Darin Pappas)

Dimitra Galani (griechisch Δήμητρα Γαλάνη, * 14. November 1952 in Athen) ist eine griechische Sängerin.

## Leben und Karriere
Galani wuchs in einer musikalischen Familie auf. Ihr Großvater stammte aus Epirus und war Kantor. Ihr Vater hatte eine Gesangsausbildung und förderte die musikalische Ausbildung seiner Tochter.
1968 debütierte sie im Alter von 16 Jahren mit zwei Liedern auf dem Album „Ena chamogelo“ (Ένα Χαμόγελο, Ein Lächeln) des Komponisten Dimos Moutsis mit Texten von Nikos Gatsos. Sie sang die Lieder vieler bedeutender griechischer Komponisten, unter anderem arbeitete sie zusammen mit Manos Chatzidakis, Mikis Theodorakis, Vassilis Tsitsanis, Stavros Xarchakos, Giannis Spanos, Manos Loizos, Thanos Mikroutsikos, Dionysis Savvopoulos, Giorgos Chatzinasios, Christodoulos Chalaris, Stamatis Kraounakis. Sie veröffentlichte mehr als achtzig Alben unterschiedlicher Stilrichtungen, von griechischer Volksmusik und leichter Unterhaltungsmusik bis zum populären Kunstlied und byzantinischen Hymnen.
Sie trat und tritt in Griechenland und in anderen Ländern bei Festivals und Konzerten auf und sang 2004 mit anderen Sängerinnen und Sängern zusammen bei der  Schlussfeier der Olympischen Spiele in Athen. Nachdem sie dreißig Jahre lang vor allem als Sängerin gewirkt hatte, begann sie, selbst Musik für Film- und Fernsehproduktionen zu schreiben.

## Diskografie

### Alben (Auswahl)
- 1969: Ena chamogelo (mit Dimos Moutsis, Grigoris Bithikotsis und Stamatis Kokotas)
- 2007: Dama Koupa
- 2005: Live στο VOX (mit Alkistis Protopsalti)
- 2012: Haris Alexiou - Dimitra Galani: Live at Pallas (mit Haris Alexiou)
- 2014: Allios (Αλλιώς)
- 2016: To vals ton chamenon meta (mit Efstathios Drakos)

### Singles (Auswahl)
- 2004: To S'Agapo Borei
- 2005: An Mou Tilefonouses / Dodeka (mit Alkistis Protopsalti)
- 2007: Stereotipa
- 2016: Ekdromi (mit Efstathios Drakos)